# La Riera (Aguilar de Segarra)
La Riera és una masia del veïnat de Sant Miquel, al municipi d'Aguilar de Segarra (Bages), inclosa en l'Inventari del Patrimoni Arquitectònic de Catalunya.
La masia està situada a tocar de la carretera BV-3008 (de Manresa a Calaf). S'hi accedeix des del punt quilomètric 20,2 de la dita carretera. Està indicat amb una inscripció damunt d'un gran bloc de pedra.

## Descripció
Gran casal de planta rectangular i coberta de dos aiguavessos, al qual s'han afegit d'altres edificacions. És notable la façana de llevant, amb la seva ordenació de balcons i finestres i els dos grans arcs de mig punt que formen el porxo d'entrada. Està bastit amb carreus ben treballats i escairats en els marcs de les arcades, balcons i cantoneres. A la resta s'utilitza paredat.

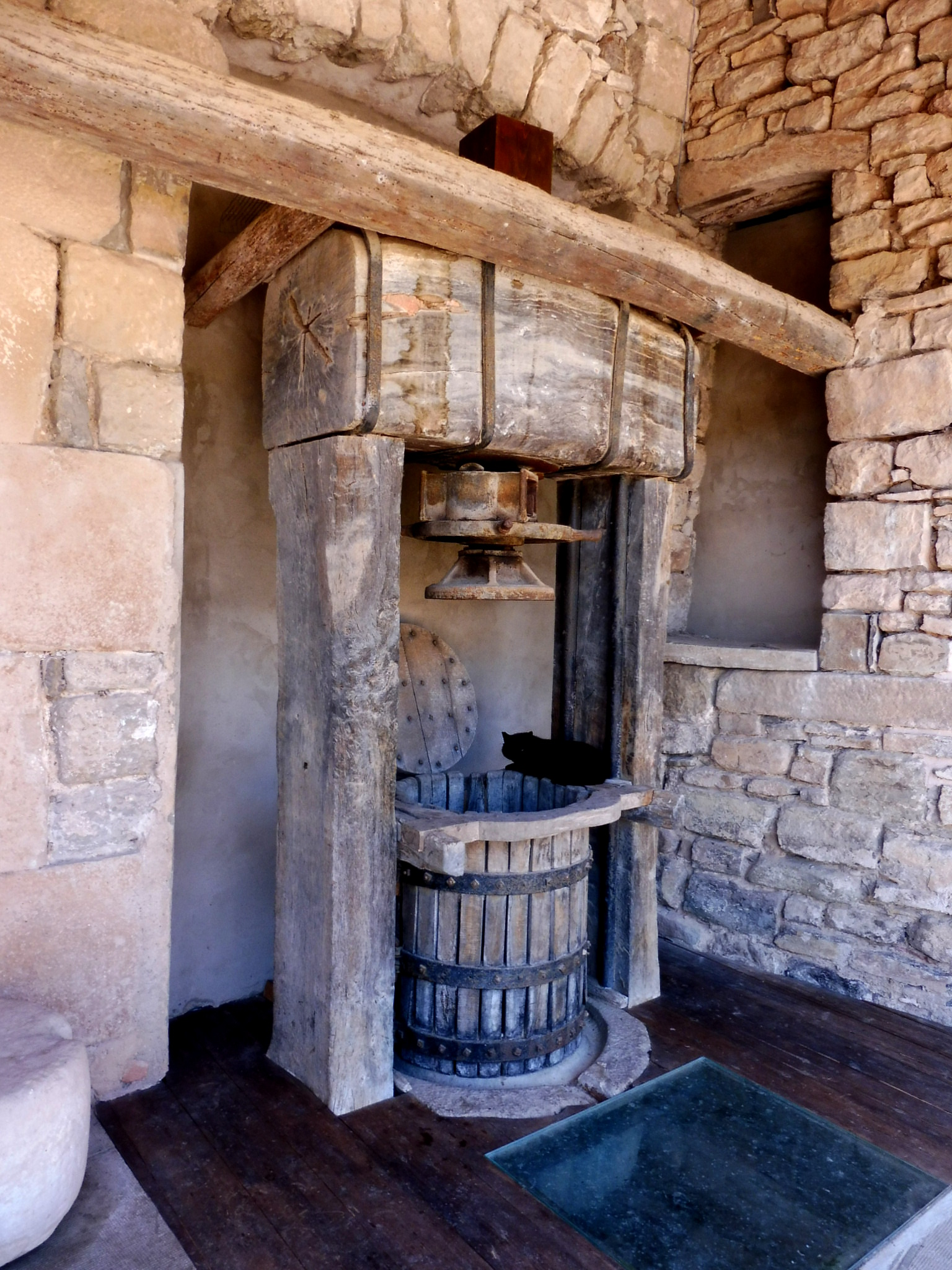
La premsa

Ha estat objecte d'una acurada restauració respectant els arcs del porxo i obrint el que hi ha damunt d'ells que antigament havia estat emparedat convertint-lo en un balcó. Només en la segona planta, que correspondria a les golfes, s'ha obert una finestra central i engrandit les laterals. A la llinda del balcó de l'esquerra (ponent) hi ha inscrit "1777 JOSEPh TORRA". És la part més antiga de la masia. La inscripció al balcó de la dreta (llevant) diu "1869 ISIDRO TORRA" i correspon al cos afegit amb posterioritat a partir de la segona arcada del porxo.
Al nord de la façana de llevant es troba afegit un cup al qual s'accedeix per unes escales. A la seva vora es pot veure una premsa pel vi molt ben conservada situada dins d'un porxo on, en una llinda, es pot llegir "1708 RAMON TORRA". La tradició vinícola de la masia queda palesa per la gran extensió de vinya que s'escampa al seu voltant.
És notable també la pallissa que es troba on hi havia l'era. És un edifici rectangular, amb coberta a doble vessant i carener perpendicular a la façana. Presenta un gran arc de mig punt fet amb totxos.